# Dark Age of Camelot
Dark Age of Camelot és un videojoc del tipus MMORPG publicat per Mythic Entertainment des de 2001 que tracta de la lluita entre tres regnes, inspirats en diverses mitologies i llegendes: Midgard (mitologia escandinava), Hibernia (mitologia celta) i Albion (els personatges i poders provenen de la llegenda del Rei Artur).
Dark Age of Camelot és un joc amb molts efectes especials i amb una gran quantitat d'efectes originals. Es pot classificar com un joc d'acció. Dark Age of Camelot va tenir i té un gran èxit gràcies a l'atractiu dels seus plantejaments i ha tingut diverses expansions. El jugador havia d'escollir un dels tres regnes: Albion, Midgard i Hibernia i viure una aventura èpica per desentranyar els secrets de la seva terra i a més viatjar a les fronteres per a combatre contra els regnes enemics en defensa de la seva pàtria. En un primer moment va ser llançat a Nord Amèrica, però més tard va ser distribuït a Europa. Durant aquests anys Dark Age of Camelot ha seguit creixent amb quatre expansions.